# Schweigerhaus

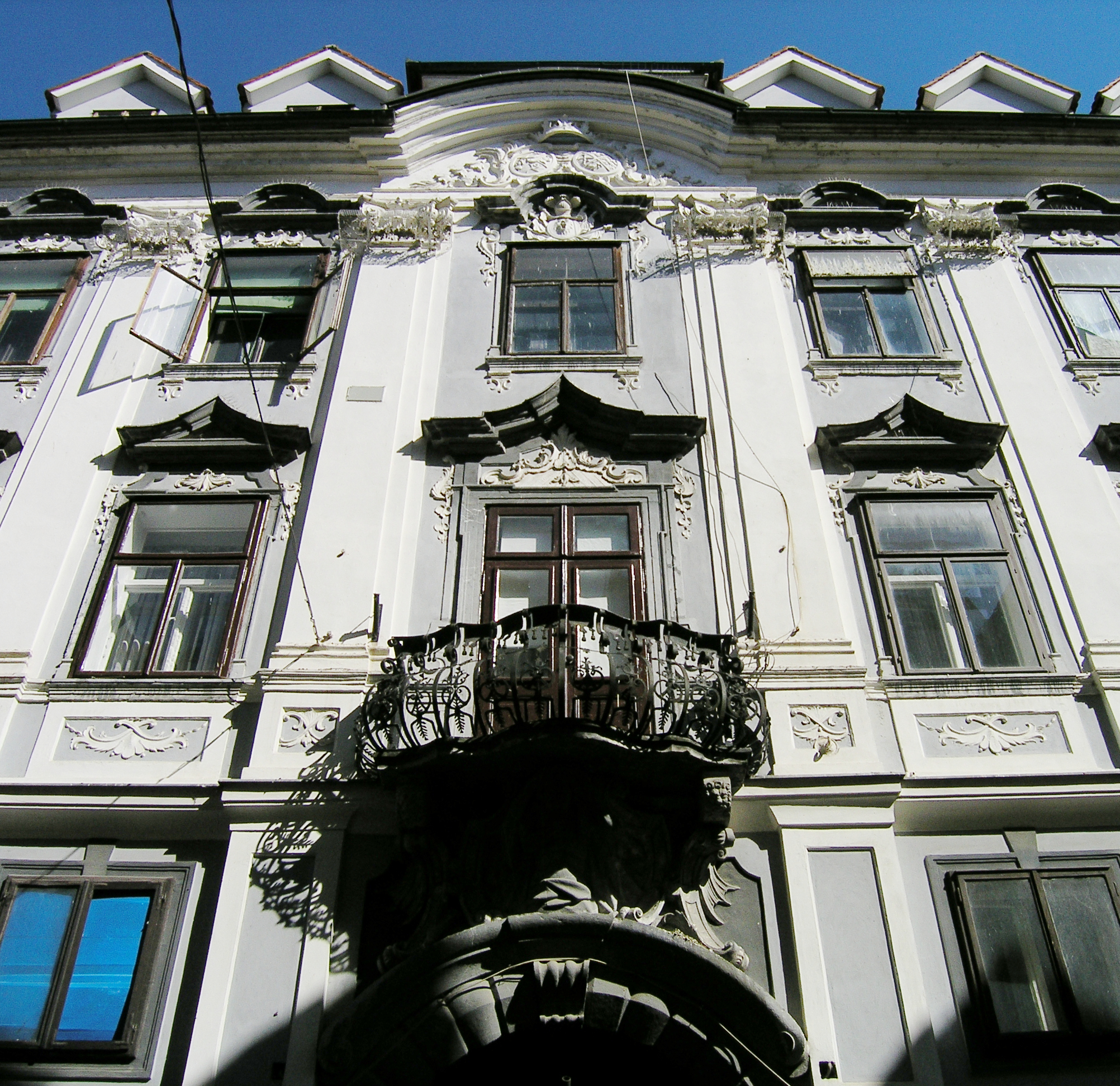
Schweigerhaus Ljubljana

Schweigerhaus (slowenisch: Schweigerjeva hiša) ist der Name eines barocken Stadtpalais am Alten Platz oder Alten Markt (Stari trg 11) in der Altstadt von Ljubljana, der Hauptstadt Sloweniens. Der Bau gilt als einer der bedeutendsten Barockbauten in Ljubljana. Die Dichterin Lili Novy verbrachte den größten Teil ihres Lebens in dem Haus. Das Stadtpalais ist ein slowenisches Kulturdenkmal von lokaler Bedeutung mit der EŠD-Nummer 358.

## Geschichte

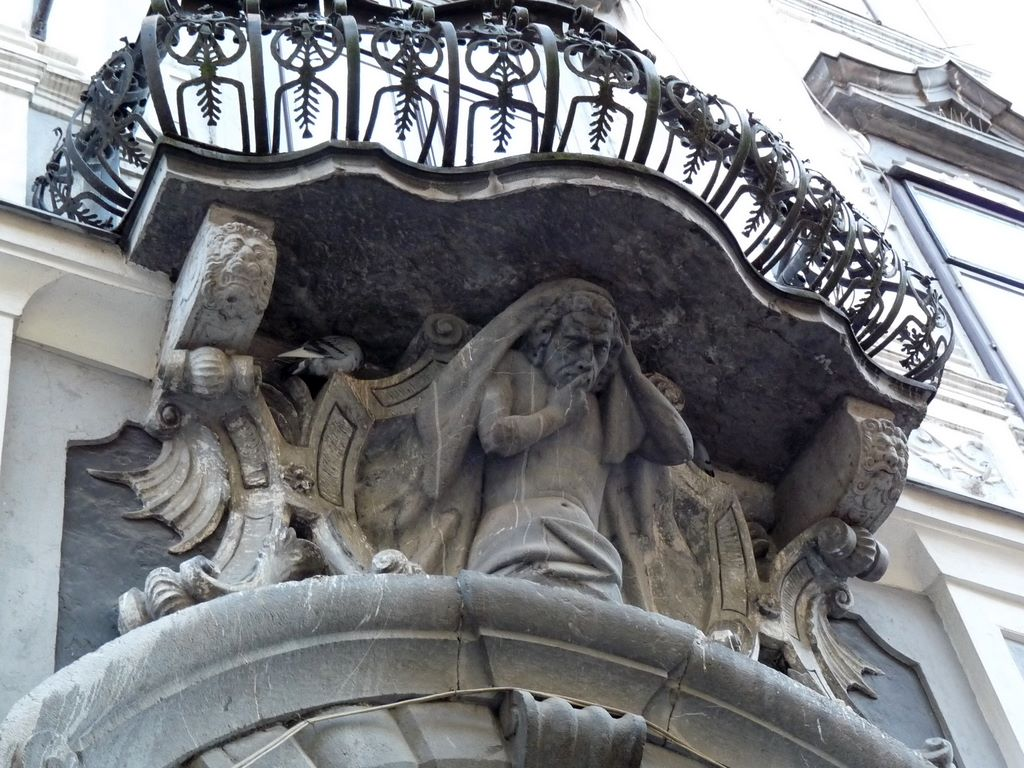
Der Schweiger

Das Palais wurde nach Plänen des Architekten Candido Zulliani im 17. Jahrhundert an der Stelle mehrerer schmalerer und älterer Bürgerhäuser erbaut. In seiner jetzigen Form existiert das Gebäude seit einem Umbau in den Jahren 1748/1750. Das Anwesen trägt den Namen seiner ersten Besitzer aus der Familie der Freiherren Schweiger von Lerchenfeld, deren Wappenbild in der Statue des Schweigers (slowenisch: Molčalac) über dem Eingangsportal dargestellt ist.
Am Hauseingang ist eine Büste von Lili Novy angebracht. Das Porträt wurde 1985 vom Bildhauer Lujo Vodopivec angefertigt, der Sockel von der Architektin Marjan Ocvirk entworfen.